# Tugana
Genre
Synonymes
- Alauximus Bryant, 1948

Tugana est un genre d'araignées aranéomorphes de la famille des Amaurobiidae.

## Distribution
Les espèces de ce genre sont endémiques des Antilles. Elles se rencontrent à Cuba et en République dominicaine.

## Liste des espèces
Selon World Spider Catalog (version 17.5, 13/09/2016) :
- Tugana cavatica (Bryant, 1940)
- Tugana crassa (Bryant, 1948)
- Tugana cudina Alayón, 1992
- Tugana infumata (Bryant, 1948)

## Publication originale
- Chamberlin, 1948 : The genera of North American Dictynidae. Bulletin of the University of Utah, vol. 38 n. 15, p. 1-31.